# Les Plans (Hérault)
Les Plans település Franciaországban, Hérault megyében. Lakosainak száma 317 fő (2022. január 1.). Les Plans Joncels, Lauroux, Lodève, Roqueredonde és Lunas-les-Châteaux községekkel határos.

## Népesség
A település népességének változása:
| Lakosok száma | 123  | 177  | 246  | 290  | 296  | 286  | 279  | 283  | 293  | 317  |
|               | 1968 | 1982 | 1990 | 2006 | 2013 | 2015 | 2017 | 2019 | 2020 | 2022 |